# Trichaeta democedes
Trichaeta democedes là một loài bướm đêm thuộc phân họ Arctiinae, họ Erebidae.